# Bataille de Tacámbaro
Expédition du Mexique
Batailles
- Fortín
- Las Cumbres
- 1er Puebla
- Barranca Seca
- Cerro del Borrego
- Tampico
- 2e Puebla
- Atlixco
- San Pablo del Monte
- San Lorenzo
- Totoapan
- Morelia
- Campeche
- Veranos
- Tacámbaro
- La Loma
- Parral
- Chihuahua
- Álamos
- Ixmiquilpan
- Bagdad
- Camargo
- Miahuatlán
- Carbonera
- Guayabo
- Villa de Álvarez
- San Jacinto
- Querétaro

La bataille de Tacámbaro a lieu le 11 avril 1865, à Tacámbaro, dans l'état de Michoacán, pendant l'expédition du Mexique. Elle oppose la légion belge aux républicains mexicains et se conclut par la victoire de ces derniers.

## Contexte
Dans le cadre de l'intervention française au Mexique, les volontaires de la légion belge au service de l'armée de l'empereur Maximilien, dont l'épouse, Charlotte de Belgique est la fille du roi Léopold Ier de Belgique, réunis sous le nom de « Régiment Impératrice-Charlotte », participent aux opérations militaires. 
Le 3 mars 1865, la légion belge reçoit, par son commandant le lieutenant-colonel Alfred van der Smissen, l'avis qu'elle est désignée pour concourir, avec quelques troupes françaises et mexicaines, placées sous le commandement supérieur du colonel Charles de Potier, à la pacification de l'état de Michoacán. Les dix compagnies partantes ont pour ordre de se rendre à Morelia, capitale du Michoacán en fouillant les montagnes que traverse la route de Toluca à Morelia.

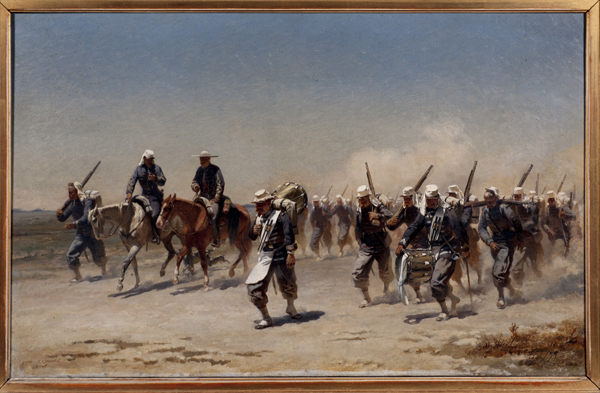
La légion belge au Mexique par Charles Dominique Oscar Lahalle (1869).

La colonne belge parvient à Toluca le 8 mars. En raison de l'insuffisance des moyens de transports, le corps belge doit se renforcer d'un escadron de 38 cavaliers impérialistes mexicains et d'une section d'obusiers de montagnes. Le surlendemain, la colonne se met en marche vers Maravatio et Morelia. Le 13 mars, van der Smissen réunit sous son commandement une colonne mobile qui devait tomber de nuit sur San Felipe. Le major Constant Tydgadt reçoit pour mission de s'engager directement dans le défilé avec le restant du corps et les bagages. Toutefois, en arrivant à San Felipe, les soldats trouvent le village désert car, prévenu, l'ennemi avait abandonné la place et enlevé la caisse du trésorier.
Le 14 mars 1865, selon les ordres du général François Achille Bazaine, la colonne belge doit marcher sur Zitácuaro, une petite ville qui venait d'être prise par les dissidents mexicains. La 4e compagnie de grenadiers ayant rejoint la colonne avec les bagages, les troupes se mettent en route, mais apprennent en chemin que Zitácuaro a été repris aux dissidents. Le 16 mars, van der Smissen se met à la recherche des dissidents qui restent introuvables. Après une marche pénible, la colonne entre à Zitácuaro, considéré comme le foyer des insurrections dans le Michoacán, le 18 mars et s'y repose durant quelques jours.
Le 25 mars, la colonne, obéissant aux ordres du colonel de Potier, reprend sa marche sur Morelia, en laissant deux compagnies chargées de défendre Zitácuaro. Le colonel de Potier sort de Morelia le 3 avril avec trois colonnes : la première, directement sous ses ordres comprend le 81e régiment de ligne et une partie de la brigade mexicaine Tapia ; la seconde, sous le commandement de van der Smissen, inclut quatre compagnies du régiment Impératrice-Charlotte, un demi-escadron de cavalerie impériale et un obusier et la troisième, commandée par le major Tydgadt, se compose de trois compagnies de voltigeurs belges, d'un demi-escadron de cavalerie impériale et d'un obusier. Les deux premières colonnes se réunissent à Patzcuaro, tandis que la troisième, sous les ordres de Tydgadt, doit marcher de Morelia sur Acuitzio et ensuite sur Tacámbaro pour y prendre position et défendre la localité.

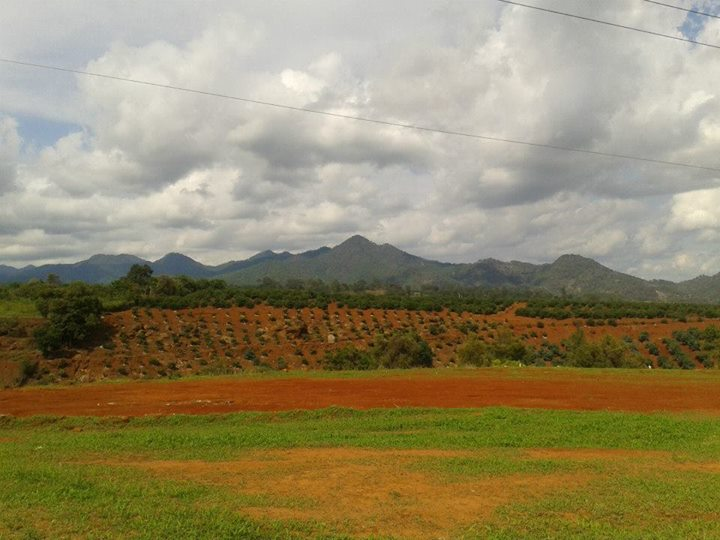
Panorama du Cerro de los tres picos à Tacámbaro.

En se dirigeant vers Tacámbaro, le major Tydgadt et ses 251 légionnaires belges, ses 38 cavaliers mexicains et un obusier se dirigent vers Acuitzio. Tydgatd rencontre, après une étape à Undameo, un détachement de juáristes marchant, comme lui vers Tacámbaro et se met à sa poursuite après un combat où la petite colonne démontre sa vigueur. D'Acuitzio à Tacámbaro, le paysage est très montagneux. La marche se ralentit et c'est le 7 avril que Tydgadt arrive près de Tacámbaro en poursuivant toujours l'ennemi fuyant devant lui. Il traverse la localité sans s'y arrêter et parvient à atteindre une seconde fois les dissidents dans une hacienda, où ils tentent en vain de se défendre. Les voltigeurs belges les délogent de leur position et s'établissent dans l'hacienda pour y passer la nuit. 
Constatant l'excellente situation de cette hacienda pour s'y défendre et éviter Tacámbaro, moins aisé à s'y maintenir, Tydgadt, apprenant que les généraux Nicolás Régules et Jesús González Ortega concentrent leurs forces autour de lui, décide de se retrancher dans cette hacienda et d'y attendre les ordres du colonel de Potier auquel il venait d'envoyer un rapport exposant sa situation. Le colonel de Potier, n'ayant probablement pas reçu les missives de Tydgadt, confirme ses ordres initiaux de s'établir à Tacámbaro même et de s'y maintenir. C'est donc avec regret que Tydgadt quitte sa position favorable dans l'hacienda.

## Déroulement des combats

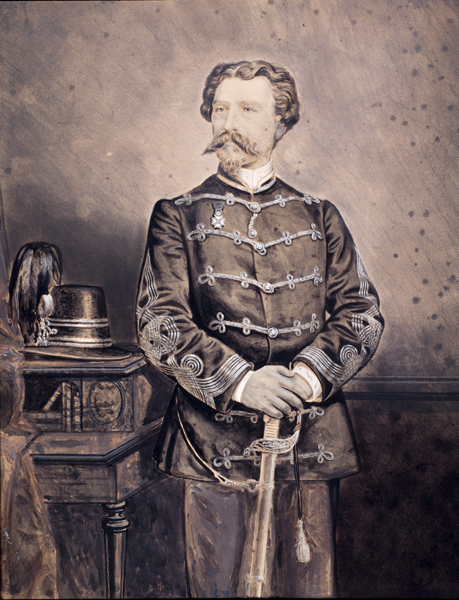
Le major Constant Tydgadt en 1865.

Le 8 avril 1865, conformément aux ordres du colonel Potier, les deux cent cinquante et un hommes de la légion belge occupent donc la ville mexicaine de Tacámbaro, dans l'état du Michoacán. À leur arrivée, 200 cavaliers juáristes et une partie de leur état-major qui venaient, eux aussi d'arriver, n'ont que le temps de fuir, laissant entre les mains des volontaires belges la femme et les enfants de Régules, de même que certains documents. Tydgadt désigne l'église comme réduit de la position, loge la troupe dans le cloître et fait construire en avant de ce bâtiment un fort épaulement avec une embrasure pour son obusier. De petits postes avancés sont placés aux principaux débouchés et les cavaliers mexicains sont chargés d'éclairer les alentours. Ces dispositions prises, le major Constant Tydgadt, son adjoint le capitaine Jules Ernest Chazal, et le docteur Ernest Lejeune se rendent chez María de la Soledad Solórzano Ayala, épouse du général Régules afin de la rassurer sur leurs intentions à son égard. La nuit du 10 au 11 avril 1865 se passe sans incident. Chazal visite les postes, sans rien remarquer d'inquiétant.
Le matin du 11 avril, alors que le Chazal se dirige vers le cloître afin de superviser la distribution des vivres, des coups de feu se font entendre et au même moment, poursuivis par l'ennemi, les avant-postes débouchent précipitamment sur la place. La troupe belge est attaquée par les hommes du général Nicolás Régules, qui dispose d'une supériorité numérique écrasante. Secondé par une dizaine de soldats, Chazal se jette au devant des premiers assaillants pour permettre au gros de la troupe belge de prendre les armes. Cerné de toutes parts, Chazal, blessé par deux coups de feu au flanc, est sommé de se rendre. Il répond à cette sommation en faisant feu de son revolver sur ceux des dissidents qui le serrent de près, puis il se jette sur l'un d'eux, lui enlève son fusil, l'étend à ses pieds d'un coup de baïonnette, et se retire, fusil à la main, jusqu'à l'église.
L'action de Chazal a permis de gagner de précieuses minutes. Les soldats se rangent à leur place de bataille, tandis que Tydgadt prend, de concert avec ses officiers, les mesures pour résister à l'ennemi. Les dissidents sui croyaient s'emparer aisément de la position, reviennent en grand nombre vers l'église. Le capitaine Eugène Delannoy les charge à la tête de sa compagnie de 2e voltigeurs et les refoule brutalement. Régules décide de combattre régulièrement en plaçant deux pièces d'artillerie aux angles de la place, afin de faire converger les feux vers le réduit. Une troisième pièce, mise en batterie sur un mamelon dominant la ville dirige un feu plongeant sur l'église et ses abords. De toutes les maisons, envahies par les républicains mexicains, une fusillade intense assaille les troupes belges.
Entourée par un cercle de feu, la compagnie du capitaine Delannoy est contrainte de reculer avant que le capitaine ne tombe en recevant une balle au front. Le capitaine Auguste Gauchin, commandant la 5e compagnie de voltigeurs, voyant la scène, se porte au secours de la compagnie de Delannoy qui vient de perdre son chef. À peine Gauchin a-t-il fait quelques pas, qu'une balle le blessant au front l'étend à terre. La résistance des premiers rangs cède devant le nombre des assaillants et force Gauchin à songer à la retraite. Sa compagnie a subi de lourdes pertes : le lieutenant Oscar Van den Busch a été tué, tandis que le lieutenant Aimé Carlot a eu les deux cuisses traversées d'un coup de feu.
Au moment où la compagnie de Gauchin se retire, Chazal revient au combat et est atteint par un troisième coup de feu qui lui fracasse la mâchoire et lui traverse le cou. Il se fait bander la tête et continue à combattre jusqu'à l'épuisement. Il est emporté dans l'église pour y être de nouveau pansé. Les volontaires belges livrent encore plusieurs charges, mais subissent de nouvelles pertes : le lieutenant Amand Palmaert, le sous-lieutenant Philippe Petit et trois autres voltigeurs sont tués. Le capitaine Théodore De Schrynmakers réussit à échapper à la mort en se réfugiant dans une maison dont il connaissait la configuration et les issues. Après deux heures de combat, le major Tydgadt reçoit un éclat d'obus à l'épaule, mais continue à diriger la défense. C'est alors que les dissidents mettent le feu aux arbres et aux cadres entourant l'église. Tydgadt refuse toujours de se rendre. Il parvient presque à rejeter l'ennemi hors de la place, mais le feu issu des terrasses des maisons s'intensifie et cause de grands ravages parmi les soldats belges. Tydgadt reçoit une seconde blessure qui lui fracture le coude. La troupe belge se retire dans le réduit, mais l'incendie commence à gagner leur refuge, l'obusier n'a plus de munitions et les hommes manquent de cartouches.

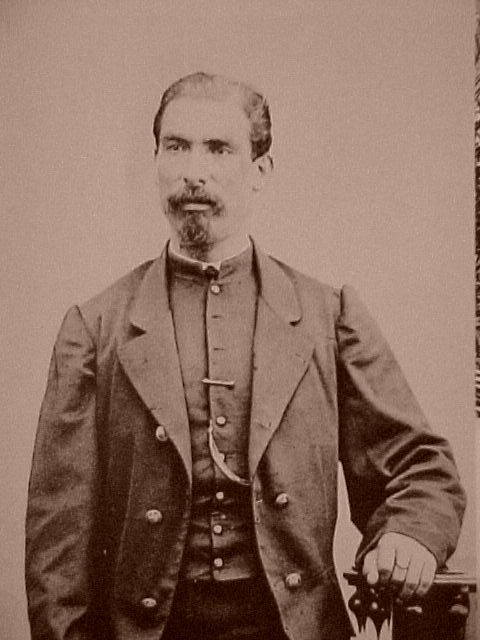
Le général Nicolás Régules vers 1860.

À la vue du ralentissement du feu et de l'état critique des défenseurs, les hommes de Régules se lancent sur les traces de la colonne en retraite. À ce moment, le capitaine Chazal se soustrait au médecin, saisit un fusil, entraîne quelques voltigeurs vers la porte pour refouler l'adversaire. Chazal finit par tomber, le front percé d'une baïonnette. Tydgadt veut continuer la lutte, mais l'absence de cartouches le contraint à capituler après cinq heures de combat. 
Les pourparlers débutent, mais avant leur reddition, une vingtaine d'hommes brisent leur fusil, avant de se jeter dans le brasier depuis une terrasse de l'église en feu. La victoire appartient aux dissidents, mais ils comptent 120 tués et 70 blessés, dont 45 intransportables. Régules fait transporter les blessés belges dans des maisons et les confie aux soins du docteur Francesco Hurtado car le médecin belge, le docteur Lejeune venait d'être tué par un dissident. Six soldats belges valides sont autorisés par Régules à dispenser des soins infirmiers, de même la population a été invitée par le général à traiter les prisonniers avec humanité. Ces dispositions prises, le soir de la victoire, Régules fait conduire les deux-cents prisonniers, dont le capitaine Gauchin, les lieutenants Émile Walton et Alfred Deheck, les sous-lieutenants Alfred De Biber, Joseph Adam et Léopold Fourdin, ainsi que l'officier payeur Louis Jacops à Huetamo. Les hommes blessés, Constant Tydgadt, Théodore De Schrynmakers et Aimé Carlot, ainsi que neuf sous-officiers et soldats grièvement blessés, demeurent à Tacámbaro. 
Le 12 avril, Régules apprenant que des forces sorties de Morelia avançaient vers Tacámbaro et présumant qu'elles étaient composées des Français de la colonne de Potier et des Belges de la colonne de van der Smissen, quitte la ville dans la soirée, après avoir visité les blessés et renouvelé ses recommandations de bienveillance aux habitants. Cependant, les rescapés de la troupe belge doivent attendre quatre jours la venue de leurs alliés qui sont en réalité constitués par quatre compagnies de grenadiers du régiment Impératrice-Charlotte qu'accompagnent quelques cavaliers mexicains. Le jour de l'arrivée des alliés, ces derniers constatent l'état désespéré du major Tydgat, dont les blessures sont aggravées par une complication à la poitrine, avant qu'il ne meure, en dépit des soins du docteur Vercamer, médecin du régiment du corps belge, dans la soirée du 16 mars.

## Conséquences
La nouvelle du désastre est accueillie avec consternation en Belgique, où l'envoi de volontaires pour le Mexique avait suscité des critiques de la part de la presse. Après la défaite de Tacámbaro, les Français confient à van der Smissen la pacification de l'état du Michoacán, cela permet à la légion belge, commandée par son chef le lieutenant-colonel Alfred van der Smissen, de prendre sa revanche à la bataille de la Loma le 16 juillet 1865. Cependant, pour la légion belge, le coût humain global de l'expédition du Mexique est élevé : en mars 1867, seuls 775 hommes, soit environ la moitié de ses 1 500 hommes, rentrent au pays à la fin des hostilités, tandis que 17 légionnaires sont passés à l'ennemi et qu'au moins 80 déserteurs ont quitté les rangs.

## Postérité
En Belgique, deux monuments commémorent la bataille de Tacámbaro sont érigés en 1867 : l'un à Audenarde, dû au ciseau de Guillaume Geefs, l'autre à Bourg-Léopold, non loin du camp de Beverloo. 